# Aeroportul Farsund
Aeroportul Farsund (IATA: FAN, ICAO: ENLI) este un aeroport din Comuna Farsund, Agder, Norvegia ce deservește zona Comuna Farsund. Aeroportul a fost tranzitat în 2006 de 0 pasageri. A fost numit după zona deservită.
Situat la o altitudine de 9 m, aeroportul dispune de 1 pistă.

## Infrastructură

### Piste
Aeroportul dispune de o singură pistă. Pista 14/32 are suprafața de beton. 